# Dead Ends and Girlfriends
Dead Ends and Girlfriends es el segundo álbum que sacó la banda de Allister, lanzado en el 1999, después de su primer EP:You Can't Do That on Vinyl. El álbum está dedicado a la memoria de Phil Bonnet y Beth Miller.
Tres de canciones de este disco son versionadas: «Miz», es por Kevin Doss y The Humdingers, es por Max Martin y Andreas Carlsson, y «fraggle Rock» (que aparece en callejones sin salida como «fraggle Rawk») es por Dennis Lee y Phillip Balsam. «I Want It That Way», se hizo famoso por los Backstreet Boys. «Fraggle Rock» fue el tema de los niños de la serie de televisión del mismo nombre.
Este álbum salió la semana del 28 de diciembre al 4 de enero de 1999 en: Amerycan Studios, N. Hollywood, CA

## Lista de canciones
1. «Jimmy's Dreamgirl» - 1:24
2. «Residential Burglary» - 1:37
3. «Moper» - 2:19
4. «Jacob Thinks I'm Gay» - 2:30
5. «It's Just Me» - 2:28
6. «Miz» - 1:50
7. «Moon Lake Village» - 1:45
8. «I Told You So» - 1:55
9. «Timing» - 3:18
10. «Friday Night» - 2:28
11. «Chasing Amy» - 2:04
12. «Boysenberry» - 1:58
13. «Fraggle Rawk» - 1:19
14. «Pictures» - 2:20
15. «Love Song» - 0:18
16. «I Want It That Way» - 2:23